# Javier Faúndez Domínguez
Javier Faúndez Domínguez, né le 5 juin 1965, est un homme politique espagnol membre du Parti populaire (PP).

## Biographie

### Vie privée
Il est divorcé et père de deux enfants.

### Activités politiques
Il est maire de Trabazos à compter de 2003.
Le 20 décembre 2015, il est élu sénateur pour Zamora au Sénat et réélu en 2016.
Troisième vice-président de la députation provinciale de Zamora de 2019 à 2023, il en est élu président le 27 juin 2023.